# Thais Villas
Thais Villas Aribau (Fraga, Huesca, 2 de octubre de 1974) es una periodista española, hermana del también periodista Santi Villas (conocido por El programa de Ana Rosa).

## Biografía
Licenciada en Comunicación Audiovisual, ha trabajado como redactora, productora y presentadora en diversos medios como El programa de Ana Rosa (Telecinco), Abierto por la mañana (Telemadrid), 4 i acció (TVE Cataluña) o Última sessió (Betevé). En la radio ha colaborado en Punto Radio, COM Ràdio, RAC1 y Catalunya Ràdio. Ha colaborado también en Marie Claire.
Desde 2006 hasta la actualidad, colabora como reportera y presentadora con sección en el programa de La Sexta El intermedio junto con El Gran Wyoming.
El 15 de marzo de 2019, estrena en #0 el programa Las que faltaban como presentadora.
En noviembre de 2020 se incorpora a Zapeando para colaborar de vez en cuando.